# 사이클로트론

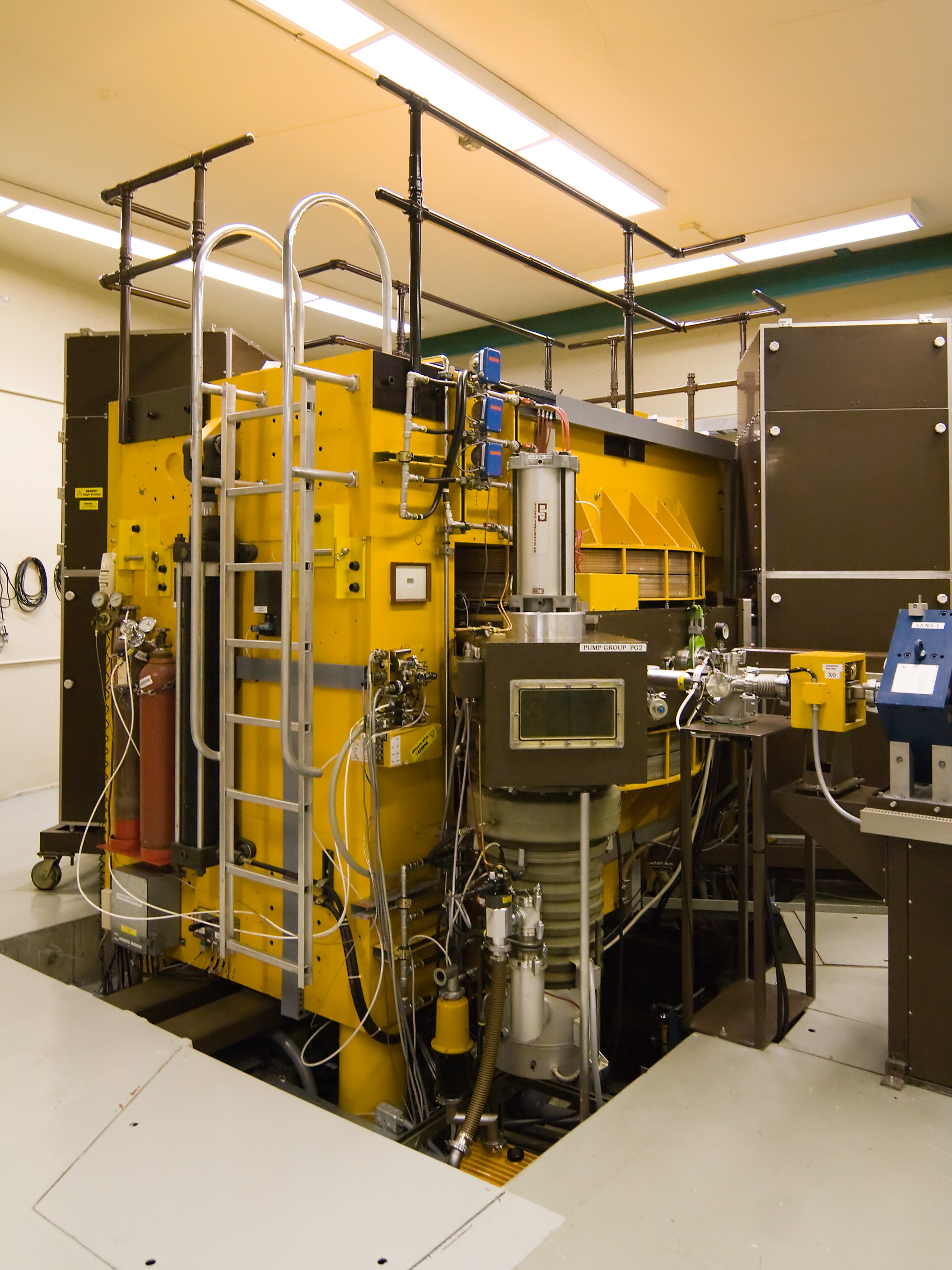
오늘날 방사선 치료에 사용되는 사이클로트론

사이클로트론(cyclotron)은 고주파의 전극과 자기장을 사용하여 입자를 나선 모양으로 가속시키는 입자 가속기의 일종이다. 최초의 사이클로트론은 어니스트 로런스가 캘리포니아 대학교 버클리에서 1932년에 만들었다. 현재 가장 큰 사이클로트론은 캐나다 밴쿠버의 브리티시컬럼비아 대학교에 있는 3개 대학교 협력 중간자 기기 (Tri-University Meson Facility, 약자 TRIUMF)이다. 오늘날 사이클로트론은 물리학 연구뿐만 아니라 방사선 치료 등에도 쓰인다.

## 역사
사이클로트론은 미국 캘리포니아 대학 버클리 캠퍼스의 어니스트 로런스에 의해 발명되었다. 그리고 1932년 그 대학에서 사이클로트론은 처음으로 작동되었다. 로런스는 연방 전보 회사에 의해 부분적으로 제공된 자석과 계자 코일을 사용해 적용할 수 있는 사이클로트론을 만들기 시작했다. 졸업생인 M. Stanley Livingston은 생각을 실제 장비로 바꾸는데 많은 역할을 했다. 로렌스는 베타트론(자기 유도 전자 가속기) 개념과 비슷한 선상을 따라 일해온 Rolf Widerøe에 의한 DTL(drift tube linac)의 개념에 관한 기사를 읽었다. 캘리포니아 대학교 버클리의 방사선 연구실에서 로렌스는 그 당시에 세계에서 가장 강력한 가속기인 일련의 사이클로트론을 만들었다; 그것들은 각각 27인치(68cm) 4.8MeV 장치(1932), 37인치(94cm) 8MeV 장치(1937) 그리고 60인치(1.5m) 16Mev 장치(1939)이다. 그는 또한 184인치(4.7m) 싱크로 사이클로트론을 개발했다.(1945). 첫번째 유럽의 사이클로트론은 Vitaly Khlopin의 주도하에, 레닌그라드에 있는 Radium 기관의 물리 분야에서 만들어졌다. 이 레닌그라드 기구는 1932년 George Gamow와 Lev Mysovskii에 의해 처음으로 제안되었고, 이것은 1937년에 설치되었고 작동을 시작했다. 나치독일 시대에 독일육군병기군의 지원으로 사이클로트론은 Walther Bothe와 Wolfgang Gentner의 지위하에 Heidelberg에서 지어졌다. 그리고 1943에 작동되었다.

## 작동 원리

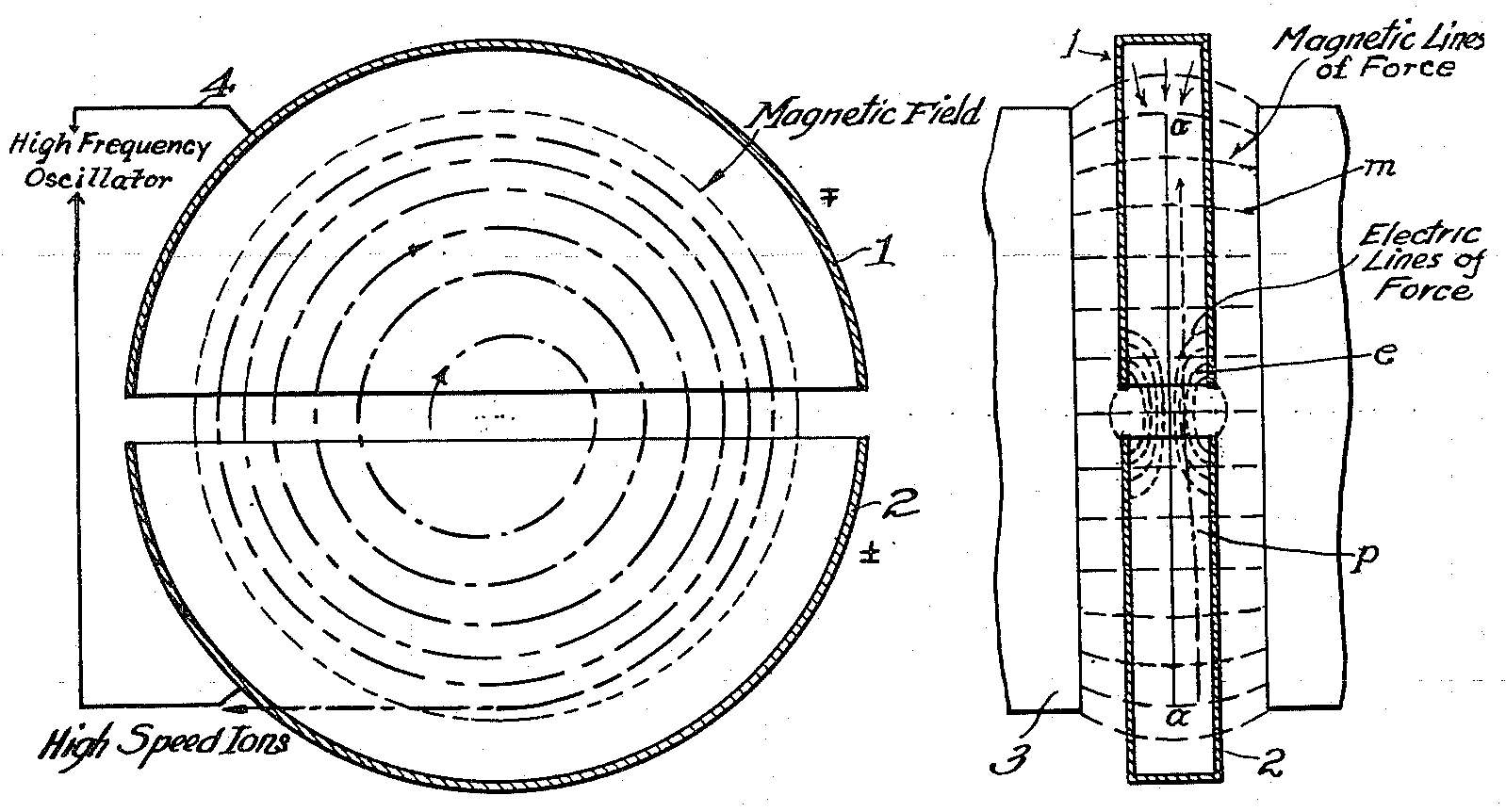
사이클로트론 작동 개요 (1934년 .어니스트 로런스의 특허에서)

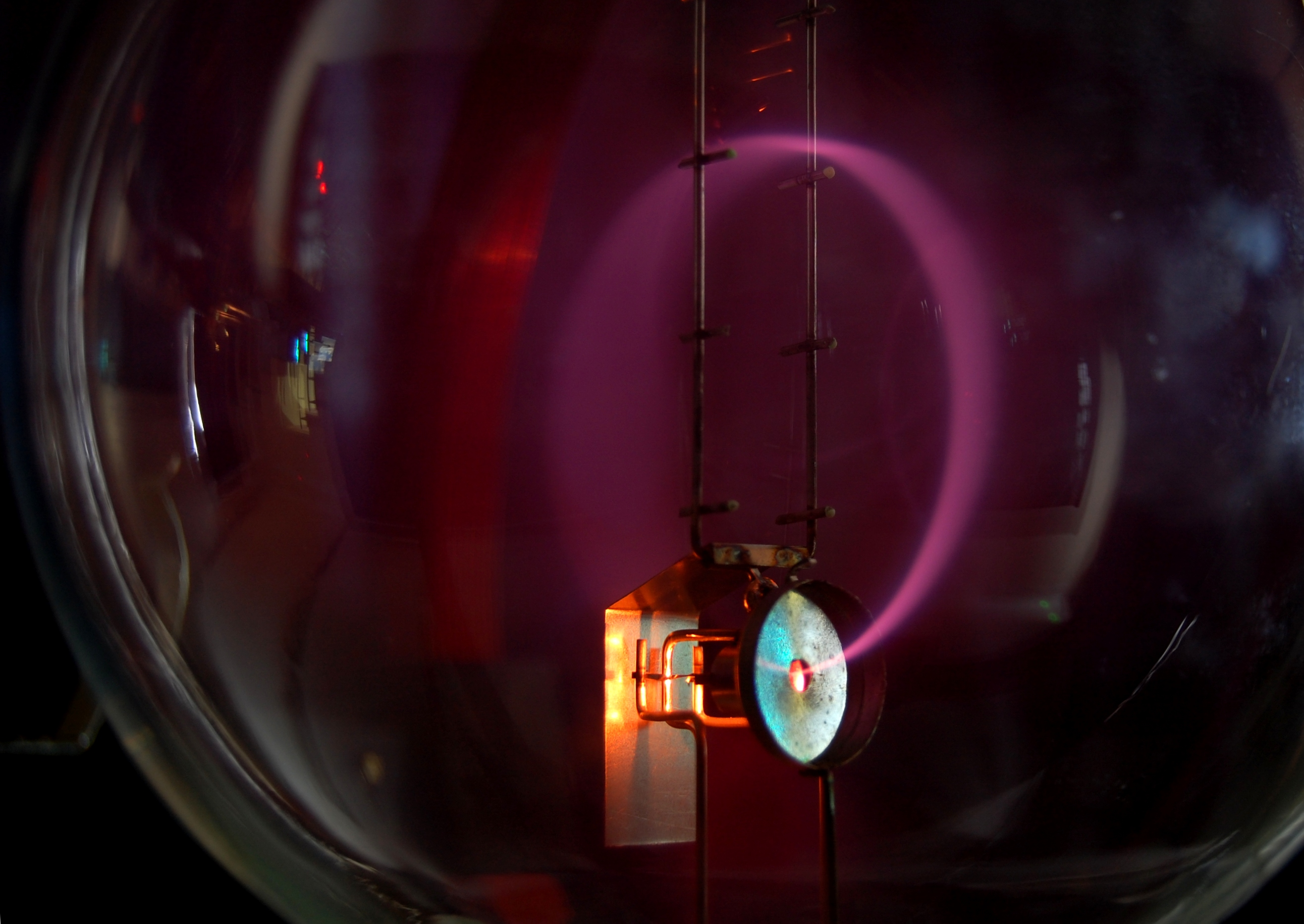
원형으로 이동하는 전자 빔. 전구의 기체 분자의 들뜬상태가 시각적 효과(색)를 나타냄.

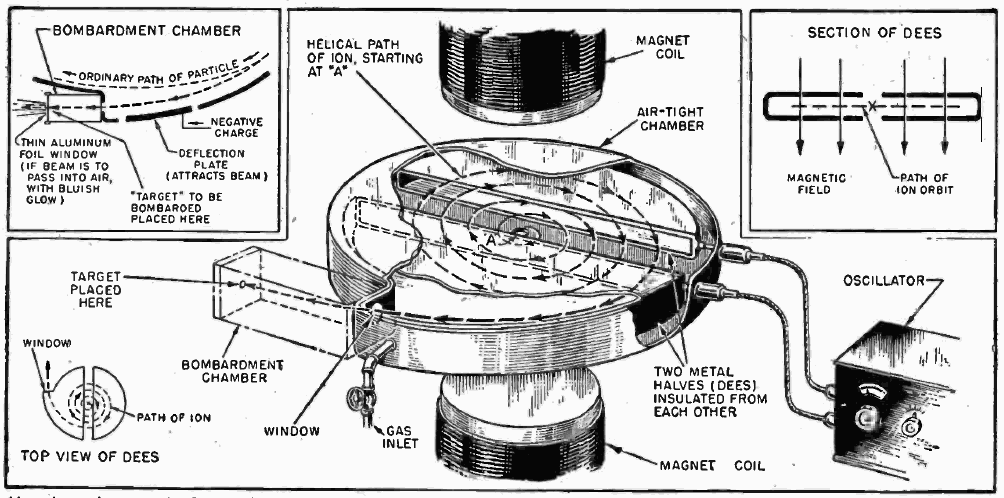
Diagram showing how a cyclotron works. The magnet's pole pieces are shown smaller than in reality, they must actually be as wide as the dees to create a uniform field.

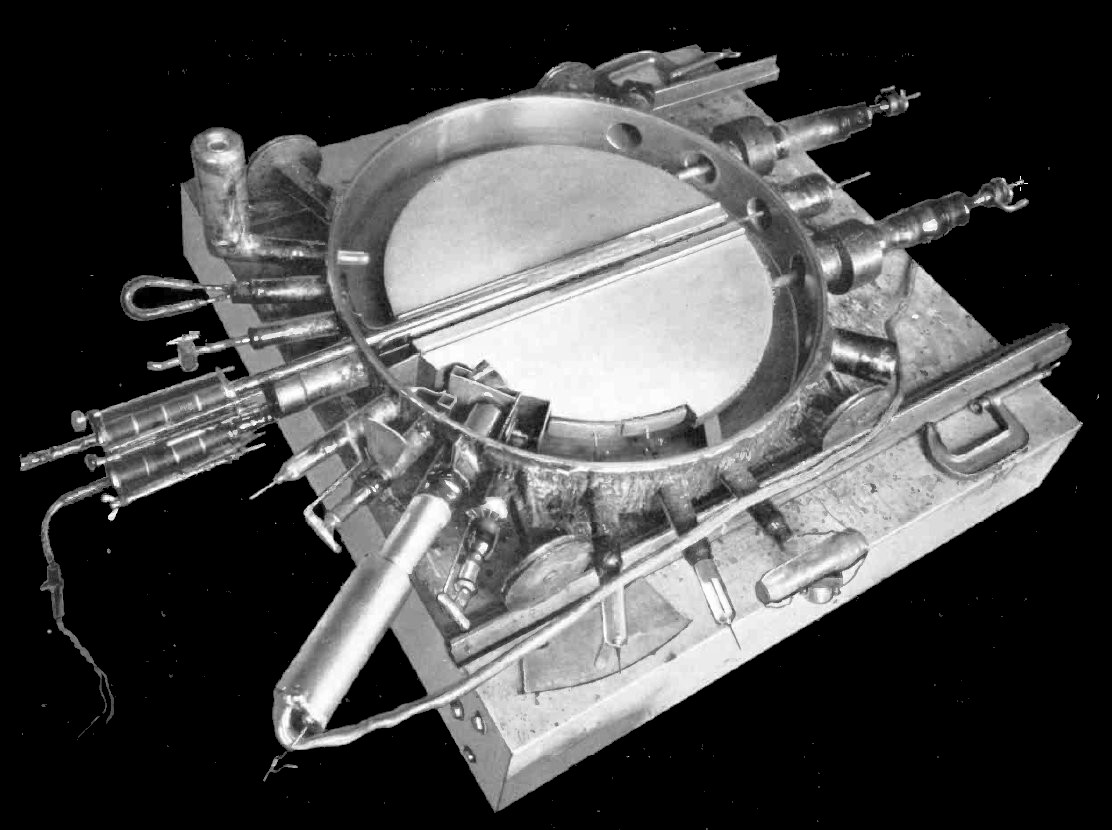
Vacuum chamber of Lawrence 27 in. 1932 cyclotron with cover removed, showing the dees. The 13,000 volt RF accelerating potential at about 27 MHz is applied to the dees by the two feedlines visible at top right. The beam emerges from the dees and strikes the target in the chamber at bottom.

Sketch of a particle being accelerated in a cyclotron, and being ejected through a beamline.

사이클로트론은 높은 진동수의 교류 전압을 사용하는 대전된 입자의 흐름을 가속시킨다. 이때 교류전압은 진공실 내부에서 "dees"라고 불리는 두개의 속이 빈 D모양의 금속 전극 사이에 흐른다. dees는 입자들이 움직이기 위해 서로의 사이에 원통형의 공간을 만들면서, 좁은 간격을 가지고 마주보게 된다. 그 입자들은 이 공간의 중심으로 투입된다. dees는 전극판과 수직인 정자기장이 형성된 큰 전자석의 양극 사이에 위치된다.
자기장은 입자들의 경로를 그들의 운동방향에 수직인 로런츠 힘에 의해 원형으로 휘게 한다.
만약 입자의 속도가 일정하다면 그것들은 dees안 자기장의 영향 아래에서 원형의 경로로 움직일 것이다. 그러나 수천 볼트의 교류 전압의 무선 주파수는 dees안에 걸려있다. 그 주파수는 그 입자들이 한번의 전압 주기 동안 하나의 회로를 만들게 하도록 설정되어있다. 입자들이 다른 dee 전극을 통과한 후 무선 주파수의 방향이 바뀐다. 따라서 입자들이 dee사이의 간격을 통과할 때마다 전기장은 그것들을 가속시키기에 알맞은 방향으로 설정된다. 이러한 전기력에 의해 입자들의 증가된 속도는 그것들이 더 큰 반지름의 원형 경로를 따라 움직이게 한다. 그래서 입자들은 dee의 중심에서 가장자리로 향하는 나선의 경로로 움직인다. 그들이 dee의 가장자리에 도착했을 때 그 입자들은 dees사이에 있는 작은 간격을 통해 dees에서 빠져나온다. 그리고 그 빠져나온 지점에 있는 목표물을 치거나 목표물을 치기 위해 진공처리된 빔식 진공관을 통해 사이클로트론을 떠난다. 다양한 재료들이 목표물이 될 수 있다. 그리고 충돌에 의한 핵반응은 사이클로트론을 나와서 분석을 위한 장치 안으로 유도되는 2차적인 입자들을 생성한다. 사이클로트론에서 입자들은 나선형의 경로에서 여러번 가속전압의 영향을 받기 때문에 여러번 가속된다.
이런 현상이 발생하기 위해서는 전압의 진동수는 입자의 사이클로트론 공명진동수와 일치해야한다.
{\displaystyle f={\frac {qB}{2\pi m}}},
이 식에서 B는 자기장의 세기, q는 대전입자의 전하량, m은 대전입자의 상대적 질량이다. 이 식은 중심으로 향하는 힘(구심력)과 로런츠 힘이 같을 때 성립한다.

## 입자 에너지
입자들이 여러번 전압에 의해 가속되기 때문에 입자의 마지막 에너지는 가속전입에의 의존과 관련이 없고 가속되는 공간인 dees의 직경과 관련이 있다. 사이클로트론 오직 빛의 속력보다 훨씬 느린 속도인 비상대적인 속도로 입자를 가속시킨다. 비상대적인 입자들에게 계속 원운동을 할 수 있도록 하는 힘인 중심으로 향하는 힘(구심력){\displaystyle \scriptstyle F_{C}} 는
{\displaystyle F_{C}={mv^{2} \over r}\;}이다.
이때 {\displaystyle \scriptstyle m} 입자의 질량이고 {\displaystyle \scriptstyle v}는 속도 그리고 {\displaystyle \scriptstyle r} 경로의 직경이다. 이 힘은 자기장{\displaystyle \scriptstyle B}에서의 로런츠 힘[[Lorentz force]{\displaystyle \scriptstyle F_{B}}에 의해 제공된다.
{\displaystyle F_{B}=qvB\;}
이 식에서 {\displaystyle \scriptstyle q}는 입자의 전하량이고 입자들은 dees의 가장자리에서 그들의 최대에너지에 도달한다. 그리고 그것들의 경로의 반지름은 {\displaystyle \scriptstyle r\;=\;R} dees의 직경이다. 이 두 방정식을 연립하면
{\displaystyle {mv^{2} \over R}=qvB\;}
그래서 입자들의 에너지 산출량은
{\displaystyle E={1 \over 2}mv^{2}={\frac {q^{2}B^{2}R^{2}}{2m}}\;}이다.

## 이용
몇십년동안 사이클로트론은 핵물리학 실험을 위한 고에너지 빔의 최고의 원천이었다; 여전히 이러한 유형의 연구를 위해 사용된다. 결과는 원자사이의 공간의 기대치, 다양한 충돌 부산물의 생성같은 다양한 특징의 계산을 가능하게 했다. 이후의 목표 물질의 화학적, 입자적 분석은 목표물에 사용되는 기초요소의 핵 변환에 통찰력을 줄것이다. 사이클로트론은 암을 치료에 사용된다. 사이클로트론으로부터의 이온 빔은 양사선 치료에서 몸을 관통하고 방사선으로 종양을 죽이기 위해 사용될 수 있다. 이때 이온빔의 경로에서 건강한 조직에 대한 타격은 최소화 할 수 있다. 사이클로트론 빔은 PET(양전자 방사 단층X선 촬영법)에 적합한 양전자를 방출하는 동위원소를 생산하기 위해 다른 원자들에게 충격을 가하는데 사용될 수 있다. 입자 치료를 위해 현재 병원에 설치되어 있는 사이클로트론은 질량수가 99인 테크네튬을 생산할 수 있게끔 개조 되어 왔다. 이 테크네튬은 진단에 쓰이는 동위원소이다.

## 이점과 한계
사이클로트론은 이것이 발명되었을 때 이용가능했던 선형가속기(linacs)에 비해 반복되는 입자들의 상호작용에 의해 비용과 공간적인 면에서 더 효율적으로 개선된 것이다. 1920년대에는 현대의 선형가속기에서 사용되는 높은 전력, 높은 진동수의 라디오파(클라이스트론-마이크로파를 발진시키는 전자관의 일종-에서 만들어짐)를 생산하는 것은 불가능했다. 비현실적으로 긴 선형가속기 구조물은 높은 에너지의 입자들이 요구되었다. 사이클로트론의 소형화는 또한 설치기반. 방사선 차폐물, 그리고 에워싸는 건물 같은 다른 비용을 줄였다. 사이클로트론은 단일의 전동 드라이버를 가지고 있다. 그리고 이것은 돈과 전력 모두를 절약한다. 게다가 사이클로트론은 목표물에 계속되는 입자의 흐름을 보낼 수 있다. 그래서 입자 빔에서 목표물에 전해지는 평균 힘은 상대적으로 높다.
만약 입자들이 상대적인 효과가 중요해질 정도로 빨라진다면, 그 빔은 진동하는 전기장과 다른 위상이 되고, 추가적인 가속을 받을 수 없게 된다. 그러므로 고전적인 사이클로트론은 입자를 빛의 속도의 몇퍼센트까지 밖에 가속시킬 수 없다. 증가되는 질량을 수용하기 위해서, 자기장은 등시성 사이클론처럼 자극편을 형성함으로써 변경될 수도 있다.

## 사이클로트론 주파수
사이클로트론 주파수(cyclotron frequency)는 균일한 (일정한 크기와 방향을 갖는) 자기장 속에서 자기장의 수직 방향으로 이동하는 대전된 입자의 주파수이다. 이 때 대전된 입자는 원운동한다.

## 같이 보기
- 제동 복사
- 입자 가속기
- 로런츠 힘